# Clive Barker (Fußballtrainer)
Clive Barker (* 19. Juni 1944 in Durban; † 10. Juni 2023 ebenda) war ein südafrikanischer Fußballspieler und -trainer. Zwischen 1994 und 1997 war er südafrikanischer Nationaltrainer.

## Sportlicher Werdegang
Barker spielte in den 1960er Jahren als Profispieler für Durban City und Durban United, ehe er aufgrund einer Knieverletzung seine aktive Laufbahn beenden musste. Ab den 1970er Jahren war er für verschiedene südafrikanische Klubs als Trainer tätig, unter anderem bei seinem Ex-Klub Durban City sowie dem Lokalrivalen AmaZulu Durban.
Im März 1994 übernahm Barker den Trainerposten bei der südafrikanischen Nationalmannschaft, die nach Abschaffung der Apartheid offiziell wieder am internationalen Spielbetrieb teilnehmen und damit nach bereits mehreren, teilweise inoffiziellen Freundschaftsspielen in den Vorjahren Pflichtspiele bestreiten durfte. Dabei führte er die Auswahlmannschaft beim Afrika-Cup 1996, wo Südafrika auch als Gastgeber fungierte, zum ersten Titelgewinn. Der von ihm im Endspiel gegen Tunesien eingewechselte Mark Williams wurde mit einem Doppelpack bei 2:0-Finalsieg der Matchwinner. Damit war die Mannschaft auch für den FIFA-Konföderationen-Pokal 1997 qualifiziert. Nach einem enttäuschenden letzten Platz dort trat Barker von seinem Amt im Dezember 1997 zurück, so dass die unter seiner Leitung für die Weltmeisterschaft 1998 qualifizierte Mannschaft beim WM-Turnier von Philippe Troussier betreut wurde.
Barker widmete sich anschließend wieder dem südafrikanischen Vereinsfußball, wo er bei verschiedenen Klubs tätig war. Jedoch gelangen ihm lediglich bei AmaZulu Durban, Santos Kapstadt und den Manning Rangers langjährige Aufenthalte, bei anderen Klubs war er nur kurzfristig tätig. Nachdem er AmaZulu Durban zwischen 2007 und 2009 trainiert hatte, arbeitete er in der Folge eine Zeitlang als TV-Experte, unter anderem berichtete er über die in Südafrika ausgetragene Weltmeisterschaft 2010. Zwischen 2013 und 2015 trainierte er Mpumalanga Black Aces, anschließend war er für Maritzburg United tätig.
Im März 2023 wurde bei Barker Lewy-Körper-Demenz diagnostiziert. Im Juni starb er in seiner Heimatstadt Durban.